# Сфрагістика
Сфрагістика (грец. σφραγίδα — «печатка»), також сигілографія (лат. syhyllum — «печатка»), охоплює печаткове мистецтво (виготовлення печаток), печаткове право (правні норми вжитку печаток), печаткознавство (наука про печатки).
Печаткове мистецтво з'явилося вперше в Єгипті й Вавилоні, від них перебрали його греки й римляни, далі воно перейшло на територію сучасної України, до скіфів, сарматів, антів, готів тощо. Печаткове право було впорядковане за ранньої доби Київської Русі. Печаткознавство почалося, ще в XIII столітті на землях сучасної Німеччини
Термін «печатка» охоплює два поняття:
1. прилад (камінний, металевий тощо) до витискування чи прикладання (т. зв. матриця);
2. відтиск (на металі, воску тощо) або відбитка мастилом (на пергаменті, папері тощо).

У XIX сторіччі з'явився «штемпель» (укр. Печатка), виготовлений з гуми, який залишає не рельєфне зображення, а лише відтиск, подібний до друкованого. Приблизно до XII століття печатки були однобічними й прикладними, а згодом переважно двобічні (лицевий та зворотній боки) й привісні. Найдавніші згадки про давню українську печатку можна помітити в літописах: «Ношаху сли печати злати, а гостье сребрени» (договір князя Ігоря Рюриковича з греками 945 року; печатки послів були золотими, а купців — срібними) і «Написахом на харатья сей й своими печатьми запечатахом» (договір князя Святослава Ігоревича з греками 971 року).

## Відомі сфрагісти
Маріан Гумовський (30 вересня 1881 — 1 жовтня 1974) — відомий польський історик, сфрагіст і нумізмат;
Анатолій Кирилович Тітов (народився 27 листопада 1947) — білоруський історик, геральдист і сфрагіст;
Гавриленко Віталій Олексійович (народився 6 грудня 1935) — український історик-сфрагіст, дослідник козацьких печаток, візантійської сфрагістики, автор дисертації «Історіографія української сфрагістики (дорадянський період)» — першої в Україні в галузі сфрагістики;
Едмундас Рімша (народився 15 грудня 1948) — відомий литовський геральдист і сфрагіст.